# Národní park Morne Trois Pitons
Morne Trois Pitons je jedním ze 3 národních parků v karibském státě Dominika. Území bylo vyhlášeno národním parkem v roce 1975 a později (rok 1997) byl tento park zapsán na seznam Světového přírodního dědictví UNESCO. Park se rozkládá kolem stejnojmenné hory Morne Trois Pitons (1 342 m n. m.) a zaujímá plochu 6857 ha, což představuje 9,1% rozlohy celého státu. Většinu území pokrývá původní tropický prales typický pro Malé Antily. Projevuje se zde i vulkanická aktivita - nacházejí se zde např. menší gejzíry a fumaroly.

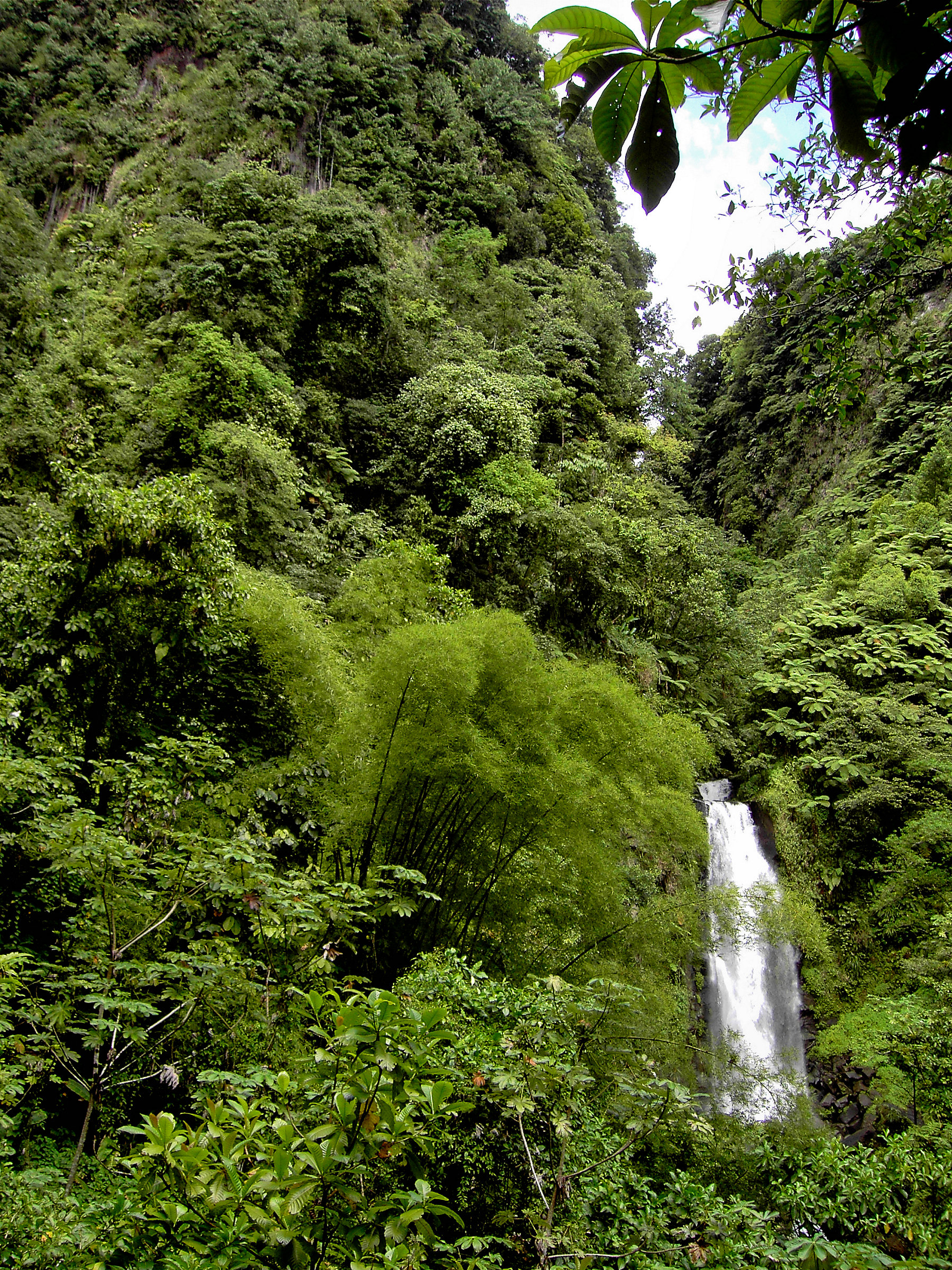
Trafalgar Falls
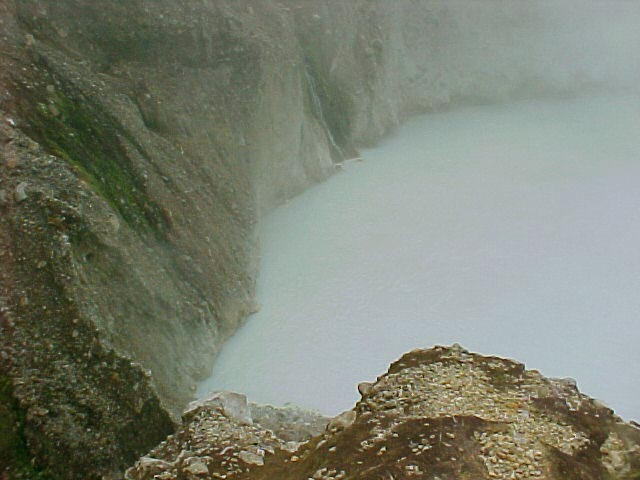
Boiling lake
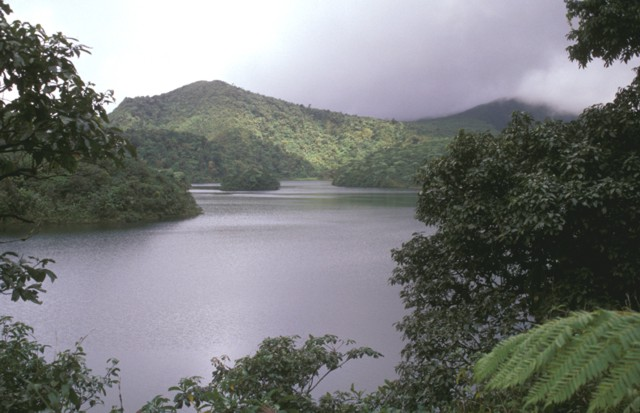
Freshwater lake